# Phyllis Dalton
Phyllis Margaret Dalton MBE (* 16. Oktober 1925 in London; † 9. Januar 2025 in der Grafschaft Somerset) war eine britische Kostümbildnerin, die zweimal den Oscar, einen Saturn Award, einen BAFTA Award sowie einen Emmy gewann.

## Leben
Phyllis Dalton begann ihre Laufbahn als Kostümbildnerin in der Filmwirtschaft 1950 bei dem Film Die unbekannte Zeugin und wirkte bis 1993 an der Kostümausstattung von mehr als vierzig Filmen mit.
Bei der Oscarverleihung 1966 gewann sie ihren ersten Oscar für die besten Kostüme in einem Farbfilm für Doktor Schiwago (1965) von David Lean mit Omar Sharif, Julie Christie und Alec Guinness. Für Oliver (1968) von Carol Reed mit Mark Lester, Jack Wild und Ron Moody wurde sie sowohl 1969 für einen Oscar für das beste Kostümdesign als auch für einen BAFTA Film Award für die besten Kostüme nominiert.
1974 gewann sie einen BAFTA Film Award für die besten Kostüme in Botschaft für Lady Franklin (1973) von Alan Bridges mit Robert Shaw, Sarah Miles und Peter Egan. Für den von der CBS inszenierten Fernsehfilm Das scharlachrote Siegel (1982) von Clive Donner mit den Hauptdarstellern Anthony Andrews, Jane Seymour und Ian McKellen gewann sie 1983 einen Emmy für herausragendes Kostümdesign. 1988 gewann sie auch einen Saturn Award für das beste Kostüm, und zwar für den Fantasyfilm Die Braut des Prinzen (1982) von Rob Reiner mit Cary Elwes, Robin Wright und Chris Sarandon.
Für den nach dem gleichnamigen Drama William Shakespeares entstandenen Film Henry V. (1989) von und mit Kenneth Branagh sowie Derek Jacobi und Simon Shepherd in weiteren Rollen gewann sie 1990 einen Oscar für das beste Kostümdesign und war außerdem für ihre dortige Arbeit für einen weiteren BAFTA Award für die besten Kostüme nominiert.
Eine weitere Nominierung für einen BAFTA Film Award für die besten Kostüme erhielt sie 1994 für die ebenfalls nach dem gleichnamigen Theaterstück Shakespeares entstandenen Film Viel Lärm um nichts (1993), den Kenneth Branagh mit sich, Emma Thompson und Richard Briers inszenierte.
Phyllis Dalton wurde schließlich für ihre Verdienste als Kostümbildnerin in der Filmindustrie 2002 von Königin Elisabeth II. zum Mitglied des Order of the British Empire (MBE) ernannt.

## Filmografie (Auswahl)
- 1950: Die unbekannte Zeugin (Your Witness)
- 1951: Der Mann in Schwarz (The Dark Man)
- 1953: Boccaccios große Liebe (Decameron Nights)
- 1955: Eine Frau kommt an Bord (Passage Home)
- 1957: Heiße Erde (Island in the Sun)
- 1959: Beherrscher der Meere (John Paul Jones)
- 1959: Unser Mann in Havanna (Our Man in Havana)
- 1960: Die Welt der Suzie Wong (The World of Suzie Wong)
- 1962: Lawrence von Arabien (Lawrence of Arabia)
- 1965: Lord Jim
- 1965: Doktor Schiwago
- 1968: Oliver
- 1973: Botschaft für Lady Franklin (The Hireling)
- 1976: Reise der Verdammten (Voyage of the Damned)
- 1977: Mohammed – Der Gesandte Gottes (The Message)
- 1978: Der große Grieche (The Greek Tycoon)
- 1980: Das Erwachen der Sphinx (The Awakening)
- 1980: Mord im Spiegel (The Mirror Crack'd)
- 1984: Magere Zeiten – Der Film mit dem Schwein (A Private Function)
- 1985: König Artus (Arthur the King)
- 1987: Die Braut des Prinzen (The Princess Bride)
- 1989: Henry V
- 1991: Schatten der Vergangenheit (Dead Again)
- 1993: Viel Lärm um nichts (Much Ado About Nothing)

## Auszeichnungen
- 1966: Oscar für das beste Kostümdesign in einem Farbfilm
- 1974: BAFTA Film Award für die besten Kostüme
- 1983: Emmy für herausragendes Kostümdesign
- 1988: Saturn Award für das beste Kostüm
- 1990: Oscar für das beste Kostümdesign